# La Balme-de-Sillingy
La Balme-de-Sillingy é uma comuna francesa na região administrativa de Auvérnia-Ródano-Alpes, no departamento da Alta Saboia. Estende-se por uma área de 16.51 km². Em 2010 a comuna tinha 5 188 habitantes (densidade: 314,2 hab./km²).